# 6751 ван Гендерен
6751 ван Гендерен (6751 van Genderen) — астероїд головного поясу, відкритий 25 березня 1971 року.
Тіссеранів параметр щодо Юпітера — 3,489.